# پرواری
پرواری (به ترکی استانبولی: Pervari) یک منطقهٔ مسکونی در ترکیه است که در استان سعرد واقع شده‌است. پرواری ۱٬۳۸۰ متر بالاتر از سطح دریا واقع شده‌است.